# Hemilamprops pacificus
Hemilamprops pacificus är en kräftdjursart som först beskrevs av Hiroshi Harada 1959.  Hemilamprops pacificus ingår i släktet Hemilamprops och familjen Lampropidae. Inga underarter finns listade i Catalogue of Life.